# Man on the Rocks
Man on the Rocks ist das 25. Studioalbum des britischen Musikers Mike Oldfield, das am 3. März 2014 beim Musiklabel Virgin EMI veröffentlicht wurde.

## Aufnahme und Produktion
Man on the Rocks wurde von Stephen Lipson zusammen mit Mike Oldfield produziert. Auf dem Album ist neben Oldfield selbst der Bassist Leland Sklar, der Schlagzeuger John Robinson, der Keyboarder Matt Rollings und der Gitarrist Michael Thompson zu hören. Der Gesang stammt von Luke Spiller, dem Sänger der ebenfalls bei Virgin EMI unter Vertrag stehenden Gruppe The Struts. Die unterstützenden Titel wurden im Juni 2013 im Studio D der Village Studios in Los Angeles mit Produzent Stephen Lipson aufgenommen; Oldfield nahm an diesen Sessions über Skype teil. Er nahm einen Teil des Albums in seinem Studio zu Hause in seinem Haus auf den Bahamas auf.
Der Arbeitstitel für das Album lautete Rock. Der Titel Irene wurde durch den Hurrikan Irene inspiriert, der die Bahamas 2011 traf. Der letzte Titel ist eine Coverversion von William McDowells Gospel-Titel I Give Myself Away.
Das Album brachte Oldfields Rückkehr zu Virgin mit sich, nachdem er Virgin Records in den 1990er Jahren verlassen hatte. Grund ist der Zusammenschluss von Mercury Records UK und Virgin Records nach dem Kauf von EMI durch Universal Music.

## Veröffentlichung
Man on the Rocks wurde am 3. März 2014 veröffentlicht. Ursprünglich war als Veröffentlichungsdatum der 27. Januar angekündigt. Das Album wurde auf Einzel-CD, Doppel-CD, auf farbigen (in limitierter Auflage von 500 Stück) und schwarzen (Standard-Ausgabe) Vinyl-Schallplatten als Doppel-Album, als Download und als Boxset veröffentlicht.
Die beiden CDs der Deluxe Edition enthalten das Album und eine zweite CD mit den Instrumental-Versionen der Titel. In Großbritannien ist das Boxset exklusiv über mikeoldfieldofficial.com lieferbar. Es enthält neben allen Inhalten der Deluxe Edition zusätzlich Oldfields Demos der Titel und vier alternative Mixe der Titel. Außerdem sind ein 16-seitiges Buch im CD-Format, vier Kunstkarten und ein Echtheitszertifikat enthalten.

### Single „Sailing“
Der erste Teil des Albums, der öffentlich gesendet wurde, war ein Ausschnitt des Titels „Sailing“, der in der Radio Show von Stuart Maconie auf BBC Radio 6 Music im November 2013 zu hören war. Erstmals war „Sailing“ vollständig auf BBC Radio 2 am 14. Januar 2014 zu hören.
Sailing war die Aufnahme der Woche in BBC Radio 2 in der ersten Februarwoche 2014. Das Musikvideo von „Sailing“ wurde am 8. Februar 2014 auf YouTube veröffentlicht. Das Video zeigt Oldfield und Spiller auf den Bahamas am Strand, in einem Boot und in Oldfields Studio in dessen Haus.

## Titelliste

### Disc 1
Alle Titel von Mike Oldfield, wenn nicht anders angegeben.
1. Sailing – 4:46
2. Moonshine – 5:49
3. Man on the Rocks – 6:10
4. Castaway – 6:34
5. Minutes – 4:51
6. Dreaming in the Wind – 5:28
7. Nuclear – 5:03
8. Chariots – 4:38
9. Following the Angels – 7:04
10. Irene – 3:59
11. I Give Myself Away (William McDowell) – 5:10

### Disc 2 – Zusätzlich in der Deluxe Edition
1. Sailing (Instrumental) – 4:44
2. Moonshine (Instrumental) – 5:47
3. Man on the Rocks (Instrumental) – 6:09
4. Castaway (Instrumental) – 6:36
5. Minutes (Instrumental) – 4:50
6. Dreaming in the Wind (Instrumental) – 5:31
7. Nuclear (Instrumental) – 5:02
8. Chariots (Instrumental) – 4:24
9. Following the Angels (Instrumental) – 7:04
10. Irene (Instrumental) – 3:57
11. I Give Myself Away (Instrumental) (William McDowell) – 5:06

### Disc 3 – Zusätzlich im Super Deluxe Boxset
1. Sailing (Demo) – 4:14
2. Moonshine (Demo) – 5:25
3. Man on the Rocks (Demo) – 5:41
4. Castaway (Demo) – 6:25
5. Minutes (Demo) – 4:29
6. Dreaming in the Wind (Demo) – 5:28
7. Nuclear (Demo) – 4:55
8. Chariots (Demo) – 3:54
9. Following the Angels (Demo) – 6:25
10. Irene (Demo) – 3:59
11. I Give Myself Away (Demo) (William McDowell) – 5:09
12. Sailing (Alternative Mix) – 4:46
13. Dreaming in the Wind (Alternative Mix) – 5:29
14. Following the Angels (Alternative Mix) – 7:05
15. I Give Myself Away (Alternative Mix) (William McDowell) – 5:09